# Русские Наратлы
Русские Наратлы — деревня в Зеленодольском районе Татарстана. Входит в состав Русско-Азелеевского сельского поселения.

## География
Находится в западной части Татарстана на расстоянии приблизительно 37 км по прямой на юг от районного центра города Зеленодольск в правобережной части района у речки Кубня.

## История
Известна с 1646—1652 годов как деревня Наратлеи. Упоминалась также как Русские Наратлеи.

## Население
Постоянных жителей было: в 1782 году — 39 душ мужского пола, в 1859 — 169, в 1897 — 276, в 1908 — 348, в 1920 — 356, в 1926 — 401, в 1938 — 375, в 1949 — 155, в 1958 — 127, в 1970 — 87, в 1979 — 42, в 1989 — 22. Постоянное население составляло 14 человек (русские 100 %) в 2002 году, 19 — в 2010.